# Národnostní mapka království Českého dle politických a soudních okresů 1910
Národnostní mapka království Českého dle politických a soudních okresů 1910 je přílohou ke spisku Národnostní menšiny v Kr. Českém 1910 a zobrazuje administrativní dělení Čech (království Českého) a podíly českého obyvatelstva v jednotlivých správních celcích.
Exemplář této mapy je uložen v Mapové sbírce Přírodovědecké fakulty UK v Praze.

## Popis
Mapa je zobrazena na jediném listu o rozměrech 34 x 42 cm, samotný mapový rám má rozměry 28 x 34 cm. Vně rámu leží pouze údaje o nakladateli, tiskárně a ceně. Uvnitř mapového rámu se nachází kromě samotného mapového pole i název mapy, legenda a údaj o zařazení mapy do spisku Národnostní menšiny v Kr. Českém 1910.
Z mapového obsahu, který vyobrazuje pouze České království (tedy bez Moravy a Slezska), je vyčleněna podrobnější doplňková mapa zobrazující oblast Prahy a blízkého okolí, která je vyobrazena ve zvětšeném měřítku vedle hlavní mapy, v pravém dolním rohu mapového pole. Mapa je graficky dělena na tři úrovně správních celků – okresní hejtmanství, soudní okresy a politické expozitury. Zvláště jsou navíc vyznačena sídla dřívějších krajů. Hranice různých celků jsou rozlišeny různým typem linií, všechny objekty mají černou barvu. Soudní okresy jsou ve všech případech menšími jednotkami než okresní hejtmanství; politické expozitury se vykytují pouze u okresu Nymburk, nikde jinde se nevyskytují. 
Správní centra jednotlivých celků jsou v závislosti na svém významu vykreslena různými druhy značek. Rozlišují se jednak velikostí, jednak zdvojením obvodových čar. Žádné další grafické značky se v mapě nevyskytují.
V mapě charakterizují každý správní celek tato čísla – jedno značící procentuální zastoupení Čechů podle „soukromého sčítání“ a druhé procentuální zastoupení obyvatel, kteří označili češtinu jako svou obcovací řeč v oficiálním sčítání lidu roku 1910. V příhraničních oblastech jsou u správních celků obě dvě čísla, přičemž z jejich nízkých hodnot je možné vysledovat relativně vysoký podíl německých obyvatel (např. v celku Volary bylo 1,28 % českého obyvatelstva a pouze 0,32 % obyvatel označilo češtinu za svůj hlavní obcovací jazyk). Naopak u celků, které jsou dále od hranic, je napsáno pouze jedno číslo, které se svou hodnotou blíží stu procent, v těchto oblastech tedy markantně převládá české obyvatelstvo (např. Příbram 99,77 %, Louny 99,35 %). Je ovšem možné pozorovat výjimky – např. v příhraničních okresech Domažlice a Kdyně hodnoty dosahují cca 80 %, přestože jsou blízko hranic.

## Okolnosti vzniku mapy
V období druhé poloviny 19. století a počátku 20. století provázely česko-německé soužití v království Českém četné spory, týkající se obchodu, kultury, školství i mnoha jiných oblastí. To byl pravděpodobně důvod vzniku této mapy i řady dalších podobných děl – zjištěná data mohla sloužit jako pomůcky při řešení politických i celospolečenských sporů mezi Čechy a Němci. 
Samotná demografická data zanesená v mapovém díle pak pocházejí ze sčítání lidu, které se v Rakousko-Uhersku konalo v roce 1910. První sčítání v Rakousko-Uhersku proběhlo roku 1869, další pak v letech 1880, 1890, 1900 a 1910.